# Alex Brundle
Alex Brundle (nasceu a 7 de Agosto de 1990 no Reino Unido) é um piloto de carros britânico. É filho do ex-piloto de Fórmula 1 Martin Brundle.

## Carreira[1]
Alex Brundle começou a sua carreira nas corridas de carros em 2006, ao competir nos T Cars já com 15 anos. Na sua temporada de estreia terminou o campeonato em 8º, com dois pódios ao longo do ano. Tendo feito 16 anos no Verão, também competiu no Troféu de Outono de Fórmula Palmer Audi.
Em 2007 foi para o Campeonato principal de Fórmula Palmer Audi, onde competiu contra o também futuro piloto de Fórmula 2 FIA Jason Moore. A época foi de aprendizagem para Alex Brundle, mas demonstrou o seu ritmo e a confiança crescente no carro pela melhoria consistente ao longo da época, culminada com um quarto, quinto e sexto na ronda tripla final em Croft.
Voltou a competir no Troféu de Outono da Fórmula Palmer Audi, e com a sua experiência melhorou para o 8º lugar final. Impressionou com a sua velocidade, acabando em 7º na primeira ronda e 5º na terceira ronda, ambas no circuito de Brands Hatch Indy.
Alex Brundle manteve-se no Campeonato regular e no Troféu de Outono de Fórmula Palmer Audi em 2008. Num início de temporada fantástico, obteve a sua primeira pole position e o seu primeiro pódio nos monolugares. Obteve um segundo, terceiro e quarto lugares em Donington, e na quinta ronda, no circuito Brands Hatch GP, qualificou-se na pole position e ficou em 2º. Alex Brundle terminou nos dez primeiros por 16 vezes, incluindo 2 quintos lugares no circuito Bands Hatch Indy e um 5º e 6 em Silverstone. Acabou a época em 6º, com três pódios.

### Registo nos carros e/ou monolugares
| Época | Campeonato                              | Corridas disputadas | Vitórias | Pole Positions | Pódios | Pontos | Lugar Final |
| ----- | --------------------------------------- | ------------------- | -------- | -------------- | ------ | ------ | ----------- |
| 2006  | T Cars                                  | ND                  | ND       | ND             | 2      | ND     | 8º          |
| 2006  | Troféu de Outono de Fórmula Palmer Audi | ND                  | ND       | ND             | ND     | ND     | 21º         |
| 2007  | Fórmula Palmer Audi                     | ND                  | ND       | ND             | ND     | ND     | 11º         |
| 2007  | Troféu de Outono de Fórmula Palmer Audi | ND                  | ND       | ND             | ND     | ND     | 8º          |
| 2008  | Fórmula Palmer Audi                     | ND                  | ND       | 1              | 3      | ND     | 6º          |
| 2009  | Fórmula 2 FIA                           | ND                  | ND       | ND             | ND     | ND     | ND          |